# Carcelia frontalis
Carcelia frontalis är en tvåvingeart som beskrevs av Baranov 1931. Carcelia frontalis ingår i släktet Carcelia och familjen parasitflugor.
Artens utbredningsområde är Taiwan. Inga underarter finns listade i Catalogue of Life.